# Famille Reizei
Pour les articles homonymes, voir Reizei.
 (juin 2023).

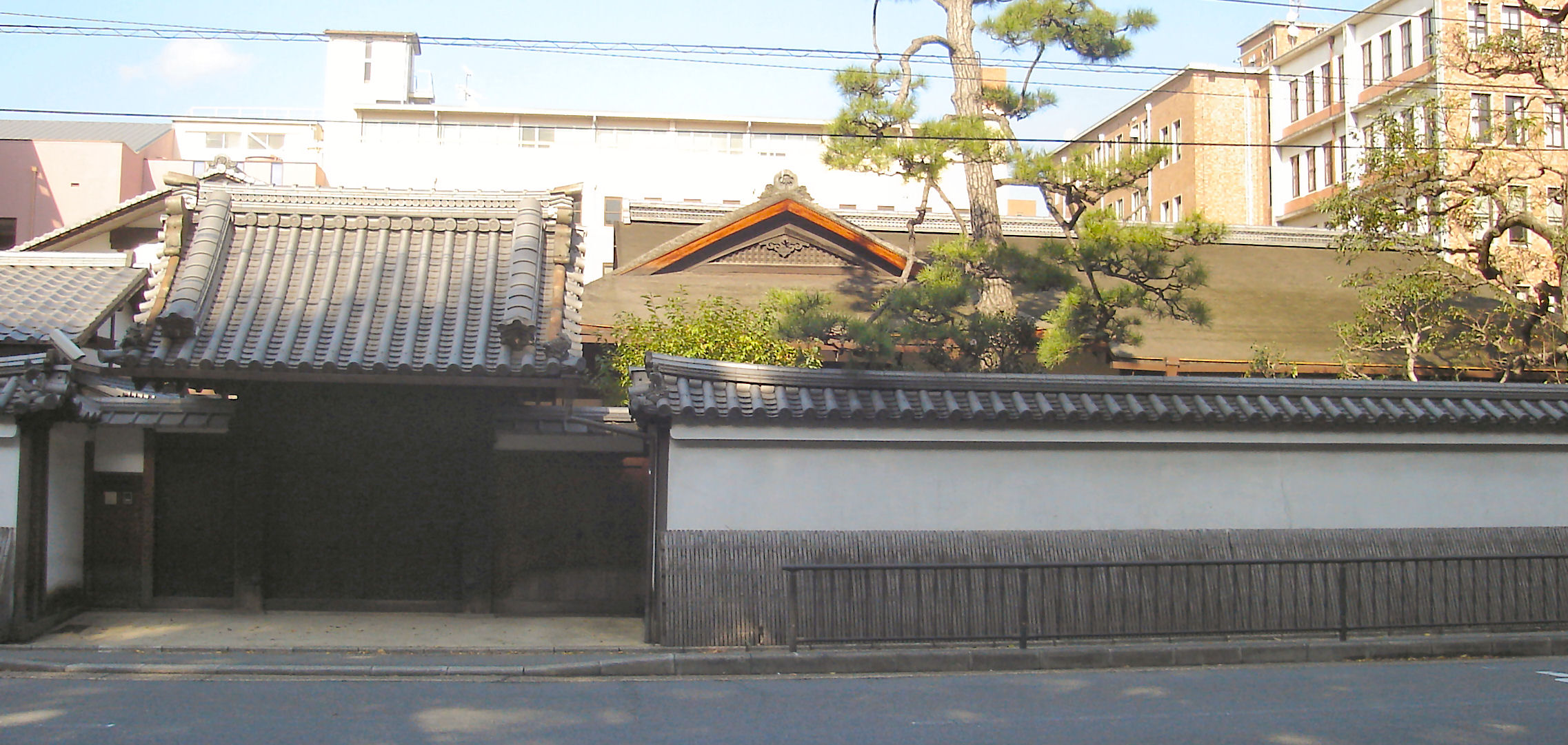
L'actuelle maison de la famille Reizei à Kyoto

La famille Reizei (冷泉) est une branche du clan Fujiwara.
Pendant huit siècles, elle a conservé secrètement, sur ordre impérial, une importante collection de documents. Le 4 avril 1980, cet ensemble d'ouvrages et de textes (en tout environ 200 000 pièces) a été rendu public par Tametō Reizei (1914-1986). L'année suivante, une bibliothèque a été créée spécialement pour leur conservation, à Tokyo. Tous les documents n'ont pas encore été identifiés, mais certains ont déjà été classés comme trésors nationaux.

## Chefs de la famille Reizei
1. Reizei Tamesuke (1263-1328)
2. Reizei Tamehide (d. 1372)
3. Reizei Tamemasa (1361-1417)
4. Reizei Tameyuki (1393-1439)
5. Reizei Tametomi
6. Reizei Tamehiro (1450-1526)
7. Reizei Tamekazu (1486-1549)
8. Reizei Tamemasu (1516-1570)
9. Reizei Tamemitsu (1559-1619)
10. Reizei Tameyori
11. Reizei Tameharu
12. Reizei Tamekiyo
13. Reizei Tametsuna
14. Reizei Tamehisa (1686-1741)
15. Reizei Tamemura (1712-1774)
16. Reizei Tameyasu
17. Reizei Tamefumi (1752-1822)
18. Reizei Tamenori
19. Reizei Tametake
20. Reizei Tametada (1824-1885)
21. Reizei Tamemoto (1854-1905)
22. Reizei Tametsugi (1881-1946)
23. Reizei Tameomi (d. 1944)
24. Reizei Tametou (1914-1986)
25. Reizei Tamehito (1944-)